# Agrupación Deportivo Cultural Abetxuko
Agrupación Deportivo Cultural Abetxuko es un club de fútbol español del barrio de Abetxuko, Vitoria (Álava). Fue fundada en 1969 y actualmente juega en la Liga Regional Preferente de Álava.

## Historia
El equipo fue fundado en 1969 por un grupo de personas que residían en el barrio vitoriano de Abetxuko, conocido por su fuerte carácter vecinal como resultado de su lejanía del resto de la ciudad. Tradicionalmente el Abetxuko ha jugado en las divisiones regionales, menos a finales de los 80 donde vivió su época dorada.
En la temporada 1988-89 se proclamó campeón de la Regional Preferente consiguiendo el ascenso a la Tercera división. La aventura duraría solo una temporada pero sería recordada para la entidad y para muchos vitorianos, ya que el Abetxuko coincidió con el primer equipo de la ciudad, el Alavés, que solo pudo empatar a uno en su visita a Ametsa.
Tras una temporada en la Regional Preferente, el equipo vuelve a la Tercera división para firmar una nefasta temporada donde solo consigue 20 puntos y termina como colista de grupo.
Desde entonces ha jugado en categorías regionales, contando con una importante cantera que abastece de jugadores el primer equipo vitoriano.
En el año 2015 la A.D.C. Abetxuko recibió, junto con otros 9 equipos amateur de Álava (C.D. Alipendi, C.D. Laudio, C.D. Aurrera, C.D. Vitoria, Amurrio Club, C.D. Nanclares, S.D. Salvatierra, C.F. San Ignacio y Racing de Santo Domingo) la Medalla de Oro de manos del diputado general Javier de Andrés como premio al tesón y esfuerzo de las personas que han trabajado en estos clubes durante más de cinco décadas.

## Uniforme
- Uniforme titular: Camiseta a rayas azul y blanca, pantalón azul y medias a rayas azul y blancas.

## Estadio
El Abetxuko juega sus partidos como local en el campo municipal de Ametsa, situado en uno de los extremos del barrio de Abetxuko, de césped de hierba artificial y cuya última reforma data del 2003.

## Datos del club
- Temporadas en 1ª: 0
- Temporadas en 2ª: 0
- Temporadas en 2ªB: 0
- Temporadas en 3ª: 2
- Mejor puesto en la liga: 18º (Tercera División Gr.IV)